# Europäisches Olympisches Winter-Jugendfestival 2023/Skibergsteigen
Beim Europäischen Olympischen Winter-Jugendfestival 2023 wurden fünf Wettbewerbe im Skibergsteigen in Forni di Sopra ausgetragen.

## Bilanz

### Medaillenspiegel
| Platz  | Land        | Gold | Silber | Bronze | Gesamt |
| ------ | ----------- | ---- | ------ | ------ | ------ |
| 1      | Spanien     | 3    | –      | –      | 3      |
| 2      | Italien     | 2    | 1      | 3      | 6      |
| 3      | Norwegen    | –    | 2      | –      | 2      |
| 4      | Deutschland | –    | 1      | –      | 1      |
| 4      | Schweiz     | –    | 1      | –      | 1      |
| 6      | Österreich  | –    | –      | 1      | 1      |
| 6      | Tschechien  | –    | –      | 1      | 1      |
| Gesamt | Gesamt      | 5    | 5      | 5      | 15     |

### Medaillengewinner
Jungen
| Disziplin | Gold        | Silber            | Bronze         |
| --------- | ----------- | ----------------- | -------------- |
| Sprint    | Erik Canovi | David Jost        | Martino Utzeri |
| Einzel    | Erik Canovi | Marcello Scarinzi | Silvano Wolf   |

Mädchen
| Disziplin | Gold        | Silber          | Bronze            |
| --------- | ----------- | --------------- | ----------------- |
| Sprint    | Laia Sellés | Malin Indergård | Eva Matejovičová  |
| Einzel    | Laia Sellés | Malin Indergård | Melissa Bertolina |

Mixed
| Disziplin            | Gold                        | Silber                           | Bronze                          |
| -------------------- | --------------------------- | -------------------------------- | ------------------------------- |
| Sprint Mixed-Staffel | Laia Sellés / Miguel Fenoll | Lynn Pollinger / Mathieu Pharisa | Melissa Bertolina / Erik Canovi |